# Чикаго
Чикаго (енгл. Chicago) трећи је град по величини (након Њујорка и Лос Анђелеса) и највећи град у унутрашњости САД. Налази се у држави Илиноис на југозападној обали језера Мичиген. По попису становништва из 2020. у њему је живело 2.746.388 становника.
Чикаго је укупно четврти град по величини на северноамеричком континенту и седми највећи град у западној хемисфери. Његово шире градско (метрополитенско) подручје обично се назива Чикаголенд, а обухвата осам округа са око 10 милиона становника. Кад се уброје сва приградска насеља и оближњи велеград Милвоки, Чикаго се може сматрати и средиштем мегалополиса.

## Географија

### Клима
Чикаго има климу типичну за државе америчког Средњег Запада. Нагле промене времена, велике разлике у дневним температурама и непредвидљиве падавине главне су одлике његових временских прилика. Чикаго има четири јасно дефинисана годишња доба, иако се дешава да поједино годишње доба „залута“ у месец у ком се обично не појављује. На пример, у Чикагу је падао снег у фебруару (1942), и измерено је 33 °C у марту (1982), а 8. фебруара 1900. се чак догодило да је дневна температура варирала у рангу од 31 °C.
Највећа температура икад забележена у Чикагу су неслужбено измерена 44 °C од 24. јула 1935, док је највиша службено забележена температура од 42 °C измерена током великог топлотног удара 17. јула 1995. Најнижа званично забележена температура од -33 °C измерена је 11. јануара 1982.
| Клима Чикага (Мидвеј аеродром), 1991–2020 нормале, ексреми 1928–садашњост | Клима Чикага (Мидвеј аеродром), 1991–2020 нормале, ексреми 1928–садашњост | Клима Чикага (Мидвеј аеродром), 1991–2020 нормале, ексреми 1928–садашњост | Клима Чикага (Мидвеј аеродром), 1991–2020 нормале, ексреми 1928–садашњост | Клима Чикага (Мидвеј аеродром), 1991–2020 нормале, ексреми 1928–садашњост | Клима Чикага (Мидвеј аеродром), 1991–2020 нормале, ексреми 1928–садашњост | Клима Чикага (Мидвеј аеродром), 1991–2020 нормале, ексреми 1928–садашњост | Клима Чикага (Мидвеј аеродром), 1991–2020 нормале, ексреми 1928–садашњост | Клима Чикага (Мидвеј аеродром), 1991–2020 нормале, ексреми 1928–садашњост | Клима Чикага (Мидвеј аеродром), 1991–2020 нормале, ексреми 1928–садашњост | Клима Чикага (Мидвеј аеродром), 1991–2020 нормале, ексреми 1928–садашњост | Клима Чикага (Мидвеј аеродром), 1991–2020 нормале, ексреми 1928–садашњост | Клима Чикага (Мидвеј аеродром), 1991–2020 нормале, ексреми 1928–садашњост | Клима Чикага (Мидвеј аеродром), 1991–2020 нормале, ексреми 1928–садашњост |
| Показатељ \ Месец                                                         | .Јан.                                                                     | .Феб.                                                                     | .Мар.                                                                     | .Апр.                                                                     | .Мај.                                                                     | .Јун.                                                                     | .Јул.                                                                     | .Авг.                                                                     | .Сеп.                                                                     | .Окт.                                                                     | .Нов.                                                                     | .Дец.                                                                     | .Год.                                                                     |
| ------------------------------------------------------------------------- | ------------------------------------------------------------------------- | ------------------------------------------------------------------------- | ------------------------------------------------------------------------- | ------------------------------------------------------------------------- | ------------------------------------------------------------------------- | ------------------------------------------------------------------------- | ------------------------------------------------------------------------- | ------------------------------------------------------------------------- | ------------------------------------------------------------------------- | ------------------------------------------------------------------------- | ------------------------------------------------------------------------- | ------------------------------------------------------------------------- | ------------------------------------------------------------------------- |
| Апсолутни максимум, °C (°F)                                               | 19 (67)                                                                   | 24 (75)                                                                   | 30 (86)                                                                   | 33 (92)                                                                   | 39 (102)                                                                  | 42 (107)                                                                  | 43 (109)                                                                  | 40 (104)                                                                  | 39 (102)                                                                  | 34 (94)                                                                   | 27 (81)                                                                   | 22 (72)                                                                   | 43 (109)                                                                  |
| Средњи максимум, °C (°F)                                                  | 11,9 (53,4)                                                               | 14,4 (57,9)                                                               | 22,2 (72,0)                                                               | 27,5 (81,5)                                                               | 31,8 (89,2)                                                               | 34,4 (93,9)                                                               | 35,6 (96,0)                                                               | 34,6 (94,2)                                                               | 32,7 (90,8)                                                               | 28,2 (82,8)                                                               | 20 (68,0)                                                                 | 14,2 (57,5)                                                               | 36,2 (97,1)                                                               |
| Максимум, °C (°F)                                                         | 0,4 (32,8)                                                                | 2,7 (36,8)                                                                | 8,8 (47,9)                                                                | 15,6 (60,0)                                                               | 21,9 (71,5)                                                               | 27,3 (81,2)                                                               | 29,6 (85,2)                                                               | 28,4 (83,1)                                                               | 24,7 (76,5)                                                               | 17,6 (63,7)                                                               | 9,8 (49,6)                                                                | 3,2 (37,7)                                                                | 15,8 (60,5)                                                               |
| Просек, °C (°F)                                                           | −3,2 (26,2)                                                               | −1,2 (29,9)                                                               | 4,4 (39,9)                                                                | 10,5 (50,9)                                                               | 16,6 (61,9)                                                               | 22,2 (71,9)                                                               | 24,8 (76,7)                                                               | 23,9 (75,0)                                                               | 19,9 (67,8)                                                               | 12,9 (55,3)                                                               | 5,8 (42,4)                                                                | −0,3 (31,5)                                                               | 11,3 (52,4)                                                               |
| Минимум, °C (°F)                                                          | −6,9 (19,5)                                                               | −5,1 (22,9)                                                               | 0 (32,0)                                                                  | 5,4 (41,7)                                                                | 11,3 (52,4)                                                               | 17,1 (62,7)                                                               | 20,1 (68,1)                                                               | 19,4 (66,9)                                                               | 15,1 (59,2)                                                               | 8,2 (46,8)                                                                | 1,8 (35,2)                                                                | −3,7 (25,3)                                                               | 6,9 (44,4)                                                                |
| Средњи минимум, °C (°F)                                                   | −19 (−3)                                                                  | −15,9 (3,4)                                                               | −9,9 (14,1)                                                               | −2,1 (28,2)                                                               | 3,9 (39,1)                                                                | 9,6 (49,3)                                                                | 14,8 (58,6)                                                               | 14,2 (57,6)                                                               | 7,2 (45,0)                                                                | −0,1 (31,8)                                                               | −6,8 (19,7)                                                               | −14,8 (5,3)                                                               | −21,4 (−6,5)                                                              |
| Апсолутни минимум, °C (°F)                                                | −32 (−25)                                                                 | −29 (−20)                                                                 | −22 (−7)                                                                  | −12 (10)                                                                  | −2 (28)                                                                   | 2 (35)                                                                    | 8 (46)                                                                    | 6 (43)                                                                    | −2 (29)                                                                   | −7 (20)                                                                   | −19 (−3)                                                                  | −29 (−20)                                                                 | −32 (−25)                                                                 |
| Количина падавинаmm (in)                                                  | 58,4 (2,30)                                                               | 53,8 (2,12)                                                               | 67,6 (2,66)                                                               | 105,4 (4,15)                                                              | 120,7 (4,75)                                                              | 115,1 (4,53)                                                              | 102,1 (4,02)                                                              | 104,1 (4,10)                                                              | 84,6 (3,33)                                                               | 98 (3,86)                                                                 | 69,3 (2,73)                                                               | 59,2 (2,33)                                                               | 1.038,4 (40,88)                                                           |
| Количина снега, cm (in)                                                   | 31,8 (12,5)                                                               | 25,7 (10,1)                                                               | 14,5 (5,7)                                                                | 2,5 (1,0)                                                                 | 0 (0,0)                                                                   | 0 (0,0)                                                                   | 0 (0,0)                                                                   | 0 (0,0)                                                                   | 0 (0,0)                                                                   | 0,3 (0,1)                                                                 | 3,8 (1,5)                                                                 | 20,1 (7,9)                                                                | 98,6 (38,8)                                                               |
| Дани са падавинама (≥ 0.01 in)                                            | 11,5                                                                      | 9,4                                                                       | 11,1                                                                      | 12,0                                                                      | 12,4                                                                      | 11,1                                                                      | 10,0                                                                      | 9,3                                                                       | 8,4                                                                       | 10,8                                                                      | 10,2                                                                      | 10,8                                                                      | 127,0                                                                     |
| Дани са снегом (≥ 0.1 in)                                                 | 8,9                                                                       | 6,4                                                                       | 3,9                                                                       | 0,9                                                                       | 0,0                                                                       | 0,0                                                                       | 0,0                                                                       | 0,0                                                                       | 0,0                                                                       | 0,2                                                                       | 1,6                                                                       | 6,3                                                                       | 28,2                                                                      |
| UV индекс                                                                 | 1                                                                         | 2                                                                         | 4                                                                         | 6                                                                         | 7                                                                         | 9                                                                         | 9                                                                         | 8                                                                         | 6                                                                         | 4                                                                         | 2                                                                         | 1                                                                         | 4,9                                                                       |
| Извор #1: NOAA, WRCC                                                      |                                                                           |                                                                           |                                                                           |                                                                           |                                                                           |                                                                           |                                                                           |                                                                           |                                                                           |                                                                           |                                                                           |                                                                           |                                                                           |
| Извор #2: Weather Atlas (UV)                                              |                                                                           |                                                                           |                                                                           |                                                                           |                                                                           |                                                                           |                                                                           |                                                                           |                                                                           |                                                                           |                                                                           |                                                                           |                                                                           |

| Клима Чикага (Аеродром Чикаго-О'Хара), 1991–2020 нормале, екстреми 1871–садашњост | Клима Чикага (Аеродром Чикаго-О'Хара), 1991–2020 нормале, екстреми 1871–садашњост | Клима Чикага (Аеродром Чикаго-О'Хара), 1991–2020 нормале, екстреми 1871–садашњост | Клима Чикага (Аеродром Чикаго-О'Хара), 1991–2020 нормале, екстреми 1871–садашњост | Клима Чикага (Аеродром Чикаго-О'Хара), 1991–2020 нормале, екстреми 1871–садашњост | Клима Чикага (Аеродром Чикаго-О'Хара), 1991–2020 нормале, екстреми 1871–садашњост | Клима Чикага (Аеродром Чикаго-О'Хара), 1991–2020 нормале, екстреми 1871–садашњост | Клима Чикага (Аеродром Чикаго-О'Хара), 1991–2020 нормале, екстреми 1871–садашњост | Клима Чикага (Аеродром Чикаго-О'Хара), 1991–2020 нормале, екстреми 1871–садашњост | Клима Чикага (Аеродром Чикаго-О'Хара), 1991–2020 нормале, екстреми 1871–садашњост | Клима Чикага (Аеродром Чикаго-О'Хара), 1991–2020 нормале, екстреми 1871–садашњост | Клима Чикага (Аеродром Чикаго-О'Хара), 1991–2020 нормале, екстреми 1871–садашњост | Клима Чикага (Аеродром Чикаго-О'Хара), 1991–2020 нормале, екстреми 1871–садашњост | Клима Чикага (Аеродром Чикаго-О'Хара), 1991–2020 нормале, екстреми 1871–садашњост |
| Показатељ \ Месец                                                                 | .Јан.                                                                             | .Феб.                                                                             | .Мар.                                                                             | .Апр.                                                                             | .Мај.                                                                             | .Јун.                                                                             | .Јул.                                                                             | .Авг.                                                                             | .Сеп.                                                                             | .Окт.                                                                             | .Нов.                                                                             | .Дец.                                                                             | .Год.                                                                             |
| --------------------------------------------------------------------------------- | --------------------------------------------------------------------------------- | --------------------------------------------------------------------------------- | --------------------------------------------------------------------------------- | --------------------------------------------------------------------------------- | --------------------------------------------------------------------------------- | --------------------------------------------------------------------------------- | --------------------------------------------------------------------------------- | --------------------------------------------------------------------------------- | --------------------------------------------------------------------------------- | --------------------------------------------------------------------------------- | --------------------------------------------------------------------------------- | --------------------------------------------------------------------------------- | --------------------------------------------------------------------------------- |
| Апсолутни максимум, °C (°F)                                                       | 19 (67)                                                                           | 24 (75)                                                                           | 31 (88)                                                                           | 33 (91)                                                                           | 37 (98)                                                                           | 40 (104)                                                                          | 41 (105)                                                                          | 39 (102)                                                                          | 38 (101)                                                                          | 34 (94)                                                                           | 27 (81)                                                                           | 22 (71)                                                                           | 41 (105)                                                                          |
| Средњи максимум, °C (°F)                                                          | 11,3 (52,3)                                                                       | 13,8 (56,8)                                                                       | 21,7 (71,0)                                                                       | 27,2 (80,9)                                                                       | 31,1 (88,0)                                                                       | 33,9 (93,1)                                                                       | 34,9 (94,9)                                                                       | 34 (93,2)                                                                         | 32,1 (89,7)                                                                       | 27,6 (81,7)                                                                       | 19,4 (67,0)                                                                       | 13,6 (56,4)                                                                       | 35,6 (96,0)                                                                       |
| Максимум, °C (°F)                                                                 | −0,2 (31,6)                                                                       | 2,1 (35,7)                                                                        | 8,3 (47,0)                                                                        | 15 (59,0)                                                                         | 21,4 (70,5)                                                                       | 26,9 (80,4)                                                                       | 29,2 (84,5)                                                                       | 28,1 (82,5)                                                                       | 24,2 (75,5)                                                                       | 17,1 (62,7)                                                                       | 9,1 (48,4)                                                                        | 2,6 (36,6)                                                                        | 15,3 (59,5)                                                                       |
| Просек, °C (°F)                                                                   | −3,8 (25,2)                                                                       | −1,8 (28,8)                                                                       | 3,9 (39,0)                                                                        | 9,8 (49,7)                                                                        | 15,9 (60,6)                                                                       | 21,4 (70,6)                                                                       | 24,1 (75,4)                                                                       | 23,2 (73,8)                                                                       | 19,1 (66,3)                                                                       | 12,2 (54,0)                                                                       | 5,2 (41,3)                                                                        | −0,8 (30,5)                                                                       | 10,7 (51,3)                                                                       |
| Минимум, °C (°F)                                                                  | −7,3 (18,8)                                                                       | −5,7 (21,8)                                                                       | −0,6 (31,0)                                                                       | 4,6 (40,3)                                                                        | 10,3 (50,6)                                                                       | 16 (60,8)                                                                         | 19,1 (66,4)                                                                       | 18,4 (65,1)                                                                       | 13,9 (57,1)                                                                       | 7,4 (45,4)                                                                        | 1,2 (34,1)                                                                        | −4,2 (24,4)                                                                       | 6,1 (43,0)                                                                        |
| Средњи минимум, °C (°F)                                                           | −20,3 (−4,5)                                                                      | −17,5 (0,5)                                                                       | −11,2 (11,8)                                                                      | −3,6 (25,6)                                                                       | 2,6 (36,7)                                                                        | 7,8 (46,0)                                                                        | 12,5 (54,5)                                                                       | 12,4 (54,3)                                                                       | 5,4 (41,8)                                                                        | −1,3 (29,7)                                                                       | −8,2 (17,3)                                                                       | −16 (3,2)                                                                         | −22,5 (−8,5)                                                                      |
| Апсолутни минимум, °C (°F)                                                        | −33 (−27)                                                                         | −29 (−21)                                                                         | −24 (−12)                                                                         | −14 (7)                                                                           | −3 (27)                                                                           | 2 (35)                                                                            | 7 (45)                                                                            | 6 (42)                                                                            | −2 (29)                                                                           | −10 (14)                                                                          | −19 (−2)                                                                          | −32 (−25)                                                                         | −33 (−27)                                                                         |
| Количина падавинаmm (in)                                                          | 50,5 (1,99)                                                                       | 50 (1,97)                                                                         | 62,2 (2,45)                                                                       | 95,3 (3,75)                                                                       | 114 (4,49)                                                                        | 104,1 (4,10)                                                                      | 94,2 (3,71)                                                                       | 108 (4,25)                                                                        | 81 (3,19)                                                                         | 87,1 (3,43)                                                                       | 61,5 (2,42)                                                                       | 53,6 (2,11)                                                                       | 961,6 (37,86)                                                                     |
| Количина снега, cm (in)                                                           | 28,7 (11,3)                                                                       | 27,2 (10,7)                                                                       | 14 (5,5)                                                                          | 3,3 (1,3)                                                                         | 0 (0,0)                                                                           | 0 (0,0)                                                                           | 0 (0,0)                                                                           | 0 (0,0)                                                                           | 0 (0,0)                                                                           | 0,5 (0,2)                                                                         | 4,6 (1,8)                                                                         | 19,3 (7,6)                                                                        | 97,5 (38,4)                                                                       |
| Дани са падавинама (≥ 0.01 in)                                                    | 11,0                                                                              | 9,4                                                                               | 10,8                                                                              | 12,3                                                                              | 12,5                                                                              | 11,1                                                                              | 9,7                                                                               | 9,4                                                                               | 8,5                                                                               | 10,5                                                                              | 10,0                                                                              | 10,6                                                                              | 125,8                                                                             |
| Дани са снегом (≥ 0.1 in)                                                         | 8,5                                                                               | 6,4                                                                               | 4,0                                                                               | 1,0                                                                               | 0,0                                                                               | 0,0                                                                               | 0,0                                                                               | 0,0                                                                               | 0,0                                                                               | 0,2                                                                               | 1,6                                                                               | 6,1                                                                               | 27,8                                                                              |
| Релативна влажност, %                                                             | 72,2                                                                              | 71,6                                                                              | 69,7                                                                              | 64,9                                                                              | 64,1                                                                              | 65,6                                                                              | 68,5                                                                              | 70,7                                                                              | 71,1                                                                              | 68,6                                                                              | 72,5                                                                              | 75,5                                                                              | 69,6                                                                              |
| Сунчани сати — месечни просек                                                     | 135,8                                                                             | 136,2                                                                             | 187,0                                                                             | 215,3                                                                             | 281,9                                                                             | 311,4                                                                             | 318,4                                                                             | 283,0                                                                             | 226,6                                                                             | 193,2                                                                             | 113,3                                                                             | 106,3                                                                             | 2.508,4                                                                           |
| Сунчано време — месечни проценти                                                  | 46                                                                                | 46                                                                                | 51                                                                                | 54                                                                                | 62                                                                                | 68                                                                                | 69                                                                                | 66                                                                                | 60                                                                                | 56                                                                                | 38                                                                                | 37                                                                                | 56                                                                                |
| Извор: NOAA (relative humidity, dew point and sun 1961–1990)                      |                                                                                   |                                                                                   |                                                                                   |                                                                                   |                                                                                   |                                                                                   |                                                                                   |                                                                                   |                                                                                   |                                                                                   |                                                                                   |                                                                                   |                                                                                   |

| Подаци о сунчаним данима за Чикаго | Подаци о сунчаним данима за Чикаго | Подаци о сунчаним данима за Чикаго | Подаци о сунчаним данима за Чикаго | Подаци о сунчаним данима за Чикаго | Подаци о сунчаним данима за Чикаго | Подаци о сунчаним данима за Чикаго | Подаци о сунчаним данима за Чикаго | Подаци о сунчаним данима за Чикаго | Подаци о сунчаним данима за Чикаго | Подаци о сунчаним данима за Чикаго | Подаци о сунчаним данима за Чикаго | Подаци о сунчаним данима за Чикаго | Подаци о сунчаним данима за Чикаго |
| Месец                              | Јан                                | Феб                                | Мар                                | Апр                                | Мај                                | Јун                                | Јул                                | Авг                                | Сеп                                | Окт                                | Нов                                | Дец                                | Година                             |
| ---------------------------------- | ---------------------------------- | ---------------------------------- | ---------------------------------- | ---------------------------------- | ---------------------------------- | ---------------------------------- | ---------------------------------- | ---------------------------------- | ---------------------------------- | ---------------------------------- | ---------------------------------- | ---------------------------------- | ---------------------------------- |
| Средњи дневни сати                 | 10.0                               | 11.0                               | 12.0                               | 13.0                               | 15.0                               | 15.0                               | 15.0                               | 14.0                               | 12.0                               | 11.0                               | 10.0                               | 9.0                                | 12.2                               |
| Source: Weather Atlas              |                                    |                                    |                                    |                                    |                                    |                                    |                                    |                                    |                                    |                                    |                                    |                                    |                                    |

## Историја
Подручје данас познато као Чикаго некада је било некада село Веа Индијанаца, племена из групе Мајами, и касније, Потаватоми племена. Данашње име града настало је од потаватоми речи checagou, који су од Мајамија преузели реч shikaakwa (назив биљке Allium tricoccum, врсте дивљег лука типичног за ово подручје). У седамдесетим годинама 18. века први досељеник Жан Баптист Поинт ду Сабле, Хаићанин афричког порекла, населио се на насипу реке Чикаго. Године 1795. Индијанци су подручје Чикага споразумом из Гринвила препустили Сједињеним Државама у сврхе војног коришћења. Године 1803. изграђена је тврђава Дирборн, која је уништена у масакру током рата из 1812, али је била поново изграђена 1816, и остала у употреби до 1837.
Чикаго је као насеље настао 12. августа 1833. и тада је имао само 350 становника, а статус града добио је 4. марта 1837.
Отварање канала „Илиноис енд Мичиген канал“ 1848. омогућило је бродски превоз од Великих језера кроз Чикаго, па реком Мисисипи све до Мексичког залива. Прва железница изграђена је такође 1848. – „Галина енд Чикаго Јунион Рејлроуд“. Чикаго је са својим путним, железничким, водним и касније ваздушним везама убрзо постао транспортно средиште Сједињених Држава, а тиме и дом трговаца на мало попут компанија Монтгомери Ворд и Сирс, Ребик енд Комапани које су нудиле каталошку продају користећи те везе.
Године 1855. надморска висина града је подигнута за 120 до 210 центиметара како би се грађевине и улице подигле изнад мочваре.
Године 1871. већина града изгорела је у великом пожару. Но, у следећим годинама Чикаго се поново изградио и његова архитектура постала је утицајна широм света. Први облакодер саграђен је 1883. користећи нову конструкцију с челичним костуром. Повратак Чикага на светску сцену запечаћен је светским сајмом „Ворлд Коламбијан Експозишн“, одржаним 1893.
Током двадесетих и тридесетих година 20. века контролу над великим делом града имали су гангстери Џони Торио и Ал Капоне.
Године 1974. завршена је градња Сирс Тауера, који је још увек највиши облакодер у САД и трећи највиши на свету, ако се узима у обзир само висина на коју се уздижу просторије за боравак људи. Сирс Тауер је висок 442 m и има укупно 110 спратова, а врхови његових антена налазе се на 519 m изнад тла, те је по том правилу мерења највиши облакодер на свету.

## Становништво
Према попису становништва из 2010. у граду је живело 2.695.598 становника, што је 200.418 (6,9%) становника мање него 2000. године.
|                   | 2010.              | 2000.              |
| Укупно            | 2 695 598 (100,0%) | 2 896 016 (100,0%) |
| Афроамериканци    | 887 608 (32,93%)   | 1 065 009 (36,77%) |
| Белци             | 854 717 (31,71%)   | 907 166 (31,32%)   |
| Хиспаноамериканци | 778 862 (28,89%)   | 753 644 (26,02%)   |
| Азијати           | 147 164 (5,459%)   | 125 974 (4,350%)   |
| Остали            | 27 247 (1,011%)    | 44 223 (1,527%)    |

### Религија
Становништво у Чикагу је претежно хришћанске вероисповести. Такође су присутне и друге религије, између осталих и оне попут јудаизма, хиндуизма и ислама.

## Привреда
Чикаго има трећи по величини бруто метрополитански производ у САД са око 532 милијарде долара према проценама из 2010. године, одмах после Њујорка и Лос Анђелеса, на првом, односно другом месту. Град је оцењен као град са највише уравнотеженом привредом у Сједињеним Државама, а због високог степена диверзификације, Чикаго је такође проглашен четвртим најважнијим пословним центром у свету према Мастер Кард Ворлвајд трговинском индексу. Поред тога, Чикаго је у свом градском подручју забележио највећи број нових или проширених корпоративних објеката у Сједињеним Америчким Државама за шест од седам година, тачније од 2001. до 2008. године. У 2009. години, Чикаго је постављен на девето место најбогатијих светских градова на листи Уједињене Банке Швајцарске.
Чикаго је велики светски финансијски центар и други по величини пословни центар у Сједињеним Америчким Државама. Град је седиште Банке Федералних Резерви (Седми округ Федералних Резерви). Град је такође дом великих финансијских и берзи деривата.
Производња, штампање, издавање и прехрамбена индустрија такође играју главне улоге у привреди града. Неколико медицинских производа и услуга предузећа имају седиште у Чикагу, укључујући Бактер Интернационал, Боеинг, Абот лабораторије и финансијске услуге здравствене управе Џенерал Електрик.
Чикаго је седиште 12 најбогатијих компанија, као и 17 најбогатијих финансијских компанија.
У Чикагу се налази седиште Макдоналдса, Крафт Фудса, Мотороле и многих других.

### Саобраћај
Чикаго има два међународна аеродрома, Охеј аеродром и Мидвеј аеродром. Постоје и мањи аеродроми у околини. Градски превоз у Чикагу је под управом предузећа -а.

## Административна подела
Град је подељен на седамдесет и седам области.

## Спорт
Чикаго је град из ког долазе бројне познате спортске екипе из америчких професионалних лига. Најпознатија је наравно кошаркашка екипа шестоструких НБА првака Чикаго Булса, а осим ње Чикаго има и клуб америчког фудбала Чикаго Берс, хокејашки Чикаго Блекхокс, бејзболске Чикаго Кабс и Чикаго Вајтсокс, и фудбалски Чикаго Фајер.
Своје домаће утакмице кошаркаши Булса и хокејаши Блекхокса играју у дворани Јунајтед центар, која годишње угости више од 200 манифестација. Фудбалски тимови деле стадион Солџер Филд, а бејзболске имају засебне стадионе, па тако Кабси играју на Ригли Филду, а Вајтсокси на Целулар Филду.

## Партнерски градови
Чикаго је побратимљен са следећим градовима:
| - Варшава (Пољска) — град побратим од 1960. - Милано (Италија) — град побратим од 1973. - Осака (Јапан) — град побратим од 1973. - Казабланка (Мароко) — град побратим од 1982. - Шангај (Народна Република Кина) — град побратим од 1985. - Гетеборг (Шведска) — град побратим од 1987. - Акра (Гана) — град побратим од 1989. - Праг (Чешка Република) — град побратим од 1990. - Кијев (Украјина) — град побратим од 1991. - Мексико (град) (Мексико) — град побратим од 1991. - Торонто (Канада) — град побратим од 1991. - Бирмингем (Уједињено Краљевство) — град побратим од 1993. - Вилњус (Литванија) — град побратим од 1993. - Хамбург (Немачка) — град побратим од 1994. | - Петах Тиква (Израел) — град побратим од 1994. - Париз (Француска) — град партнер од 1994. - Атина (Грчка) — град побратим од 1996. - Дурбан (Јужноафричка Република) — град побратим од 1997. - Голвеј (Ирска) — град побратим од 1997. - Москва (Русија) — град побратим од 1997. - Луцерн (Швајцарска) — град побратим од 1998. - Делхи (Индија) — град побратим од 2001. - Аман (Јордан) — град побратим од 2004. - Београд (Србија) — град побратим од 2005. - Лахор (Пакистан) — град побратим од 2007. - Бусан (Јужна Кореја) — град побратим од 2007. - Богота (Колумбија) — град побратим од 2009. - Сао Пауло (Бразил) — град побратим од 2010. |

## Криминал у Чикагу
Чикаго спада међу средње сигурне велике градове у САД. Као и у остатку земље стопа криминала је углавном опала након врхунца током деведесетих.
У периоду од 1990. године до 2007. године, 12.639 лица је убијено.
| 1990. | 851 | 2000. | 633 | 2010. | 436 | 2020. | 769 |
| 1991. | 927 | 2001. | 667 | 2011. | 435 |       |     |
| 1992. | 943 | 2002. | 656 | 2012. | 506 |       |     |
| 1993. | 855 | 2003. | 601 | 2013. | 415 |       |     |
| 1994. | 931 | 2004. | 453 | 2014. | 415 |       |     |
| 1995. | 828 | 2005. | 451 | 2015. | 468 |       |     |
| 1996. | 796 | 2006. | 471 | 2016. | 771 |       |     |
| 1997. | 761 | 2007. | 448 | 2017. | 653 |       |     |
| 1998. | 704 | 2008. | 513 | 2018. | 561 |       |     |
| 1999. | 643 | 2009. | 459 | 2019. | 518 |       |     |